# Richard Fraser
Pour les articles homonymes, voir Fraser.
Richard Fraser est un acteur écossais, né à Édimbourg (Écosse) le 15 mars 1913, mort d'un cancer à Londres, le 19 janvier 1972.

## Biographie
En 1935, puis de 1941 à 1949, Richard Fraser participe à trente-et-un films américains, étant alors installé aux États-Unis. Il est également acteur de théâtre et à la télévision (cinq séries, en 1950 et 1952).
De 1952 à 1970 (divorce), il est l'époux de l'actrice américaine Ann Gillis (1927-2018).

## Filmographie partielle
- 1935 : Fantôme à vendre (The Ghost goes West) de René Clair
- 1941 : Qu'elle était verte ma vallée (How green was my Valley) de John Ford
- 1941 : Chasse à l'homme (Man Hunt) de Fritz Lang
- 1941 : Un Yankee dans la RAF (A Yank in the RAF) de Henry King
- 1942 : Jeanne de Paris (Joan of Paris) de Robert Stevenson
- 1942 : L'Escadrille des aigles (Eagle Squadron) d'Arthur Lubin
- 1942 : Sabotage à Berlin (Desperate Journey) de Raoul Walsh
- 1943 : Truck Busters de William Reeves Easton
- 1943 : L'Ange des ténèbres (Edge of Darkness) de Lewis Milestone
- 1943 : Thumbs Up (en) de Joseph Santley
- 1943 : Holy Matrimony de John M. Stahl
- 1944 : Escadrille de femmes (Ladies Courageous) de John Rawlins
- 1945 : The Fatal Witness de Lesley Selander
- 1945 : Le Portrait de Dorian Gray (The Picture of Dorian Gray) d'Albert Lewin
- 1945 : Scotland Yard Investigator (en) de George Blair
- 1945 : Shadow of Terror de Lew Landers
- 1945 : White Pongo de Sam Newfield
- 1946 : Bedlam de Mark Robson
- 1946 : Cape et poignard (Cloak and Dagger) de Fritz Lang
- 1946 : Blonde for a Day de Sam Newfield
- 1947 : Blackmail de Lesley Selander
- 1947 : Bel-Ami (The Private Affairs of Bel Ami) d'Albert Lewin
- 1947 : The Lone Wolf in London de Leslie Goodwins
- 1948 : The Cobra Strikes de Charles Reisner
- 1948 : Légion étrangère (Rogue's Regiment) de Robert Florey
- 1949 : Le Danube rouge (The Red Danube) de George Sidney

## Théâtre
- 1939 : The Dancing Years, comédie musicale, musique et livret d'Ivor Novello, lyrics de Christopher Hassall (à Glasgow)
- 1957-1958 : No Time for Sergeants, pièce d'Ira Levin, d'après le roman éponyme de Mac Hyman (à Bristol) (adaptée au cinéma en 1958)
- 1958-1959 : The Marquise, pièce de Noel Coward, avec (et mise en scène par) Frank Lawton (à Bath)
- 1966 : When you're Young, comédie musicale, musique, lyrics et livret de John Hanson (à Manchester puis Édimbourg)